# Lernaeocera caparti
Lernaeocera caparti is een eenoogkreeftjessoort uit de familie van de Pennellidae. De wetenschappelijke naam van de soort is voor het eerst geldig gepubliceerd in 1959 door Machado-Cruz.